# Кічеря (Ясси)
Кічеря (рум. Chicerea) — село у повіті Ясси в Румунії. Входить до складу комуни Томешть.
Село розташоване на відстані 323 км на північний схід від Бухареста, 13 км на південний схід від Ясс.

## Населення
За даними перепису населення 2002 року у селі проживали 1089 осіб, усі — румуни. Усі жителі села рідною мовою назвали румунську.